# Zephyra
Zephyra, biljni rod iz porodice Tecophilaeaceae, dio reda Asparagales. Postoje tri priznate vrsta, geofiti s lukovicom) iz Čilea
Rod je kao monotipičan opisan 1832.

## Vrste
1. Zephyra compacta C.Ehrh.
2. Zephyra elegans D.Don; tipična

## Sinonimi
- Dicolus Phil.